# Bunefer
Bunefer je bila kraljica supruga drevnoga Egipta. Ona je najvjerojatnije bila supruga faraona Šepseskafa (4. dinastija); na to upućuju njezini naslovi te činjenica da je bila Šepseskafova svećenica. Moguće je da mu je zapravo bila kći ili da je bila žena Tamftisa (ako je taj kralj uopće postojao). Pokopana je u grobnici G 8408 u Gizi. U grobnici je spomenut njezin sin te je pronađena njezina lubanja. Pregled pokazuje da je Bunefer umrla u tridesetim godinama života. 

## Naslovi
- "Kraljeva kći od njegova tijela"
- "Kraljeva žena"
- "Velika od hetes-žezla od Dviju dama"
- "Svećenica [božice] Hator"
- "Svećenica Horusa Šepsesketa"